# Де Мар, Марк
Марк де Мар (нидерл. Marc de Maar; род. 15 февраля 1984, Ассен, Нидерланды) —  профессиональный шоссейный велогонщик, представляющий Кюрасао и выступающий за команду UnitedHealthcare.

## Карьера
Марк де Маар родился в голландском городе Ассен. В детстве зимой он любил кататься на коньках зимой, а летом - на велосипеде.
В 2000 году де Маар выиграл несколько критериумов в Нидерландах и подписал контракт на два года с молодежной командой Rabobank.  В свой первый год де Маар выиграл несколько гонок и закончил 18-м гонку чемпионата мира среди молодых гонщиков. Второй год он выступал так хорошо и контракт не продлили. Житель Кюрасао нашёл другую команду - Löwik-Tegeltoko. В 2003 году он выступал лучше, хотя у него не было побед. Тем не менее, команда Rabobank решил подписать соглашение с ним ещё раз. В 2004 и 2005 он представлял цвета Rabobank Continental Team. В те годы, он выиграл несколько гонок, а в 2006 году стал членом профессиональной команды Rabobank высшего дивизиона.
В сезоне 2011 года де Маар подписал с контракт с бельгийской командой Quick Step.
Но все-таки главных успехов он добился в составе  UnitedHealthcare, за которую выступает с 2012 года. 
На его счету победа на 5 этапе Тура Британии (2012), горная классификация Тура Турции (2014), второе место в общем зачете Тура Норвегии и победа на 2 этапе (2014).
Также Марк де Маар неоднократно становился чемпионом своей страны по велоспорту. В 2010, 2011 и 2012 годах он выигрывал как групповую гонку, так и гонку с раздельным стартом. А в 2011 году житель Кюрасао выиграл золотую медаль в групповой гонке на Панамериканских играх.